# Veney
 Veney  es una población y comuna francesa, en la región de Lorena, departamento de Meurthe y Mosela, en el distrito de Lunéville y cantón de Baccarat.

## Demografía
| 47 | 39 | 22 | 29 | 42 | 42 |
| Para los censos de 1962 a 1999 la población legal corresponde a la población sin duplicidades (Fuente: INSEE [Consultar]) |    |    |    |    |    |